# Voice (andropの曲)
「Voice」（ボイス）は、andropの3枚目のシングル。2013年8月21日にワーナーミュージック・ジャパンから発売された。

## 概要
本作は、2012年8月にリリースされた『Boohoo/AM0:40/Waltz』より約1年ぶりのシングルとなった。また、映像作品『LIVE DVD "one and zero"@Tokyo International Forum Hall A 2013.03.30』と同時発売となった。
初回限定盤と通常盤の2形態での発売となり、初回限定盤には『Voice』のミュージック・ビデオ、およびそのメイキング映像を収録したDVDが付属する。
また、ジャケットデザインのアートディレクターは田中勤郎が務めた。

## 収録曲
| 全作詞・作曲: 内澤崇仁。 |                       |          |            |      |
| #                        | タイトル              | 作詞     | 作曲・編曲 | 時間 |
| 1.                       | 「Voice」             | 内澤崇仁 | 内澤崇仁   | 4:14 |
| 2.                       | 「UtaUtai no Karasu」 | 内澤崇仁 | 内澤崇仁   | 4:31 |
| 3.                       | 「Echo Boy」          | 内澤崇仁 | 内澤崇仁   | 5:20 |
| 合計時間:                | 合計時間:             | 13:48    |            |      |

| #  | タイトル                             | 作詞 | 作曲・編曲 |
| -- | ------------------------------------ | ---- | ---------- |
| 1. | 「Voice - music video」              |      |            |
| 2. | 「Voice - making movie (long ver.)」 |      |            |

## 楽曲について
全作詞・作曲：内澤崇仁
1. Voice
日本テレビ系水曜ドラマ『Woman』主題歌。andropがドラマ主題歌を担当するのは初めてのことであった[3]。
2012年12月5日にリリースされたアルバム『one and zero』は、内澤にとって達成感を持つものとなり、その達成感から、ツアー「one and zero」が始まるまでの期間、内澤は曲が書けなくなった。しかし、ツアー初日のステージに立つと、「ここにいるのは自分たちの力じゃなくて、お客さんの力。そういう人たちがいるから、僕らはここに立てているんだ」「お客さんと自分たちの間に壁がない、一緒になって歌えるような曲を作りたい」と感じたという[4]。
内澤は本曲の制作にあたって、「日々生きていく中で、辛いこと、悲しいことがある。そして今もそんな思いをしている人がいます。人生と懸命に向き合っている人が、心を奮い立たせられるよう、希望の光を感じられるよう、そんな思いを込め制作しました」と語っている[5]。
本作リリースの2日後（2013年8月23日）、andropは「ミュージックステーション」（テレビ朝日）に初出演し、『Voice』を生演奏した。
2015年に発売したミオヤマザキのミニアルバム『大人がダメって言ったヤツ』の6曲目「山崎美央」の最後の一節のメロディではこの曲に類似と指摘されている。
2. UtaUtai no Karasu
andropとしての活動の初期に制作された楽曲。『Voice』と同じく「声」がテーマの曲であるため、本作に収録された。
内澤にとっては本曲は「ものすごいネガティブな曲」であり、制作にあたっては「カラスの嫌われぶり、社会からはみ出しているようなことに自分を当てはめています（笑）」と語っている。また、本曲は「あまりにも暗すぎ」たため、2009年にandropとして初出演したSUMMER SONICで1曲目に演奏して以来演奏していなかったという[4]。
3. Echo Boy
前述の通り、内澤は前作『one and zero』の完成後から曲が書けなくなったため、歌詞だけを書いておいたところ、この歌詞が出来上がった頃に『Voice』が完成した。その後、「曲が作れようになったのかな？」と思い歌詞に曲を乗せたのが『Echo Boy』である[4]。
制作時にはバンドバージョンも存在していたが、内澤曰く「弾き語りの方が3曲並んだ時にインパクトがあるなと思った」ため、弾き語りバージョンでの収録となった[4]。

## ミュージック・ビデオ
『Voice』のミュージック・ビデオは、川村真司と映像ディレクターであるショウダユキヒロが制作した。MVの構成としては、andropとして初のワンマンライブを行ったライブハウスの「代官山UNIT」からスタートし、文字通りファンの手で支えられ、当時の最新のライブであるMETROCK 2013のステージにたどり着くというストーリーとなっている。
MV全編を通してCGは一切使用しておらず、ファンの上でandropのメンバーが演奏するシーンは実際にファンの手の上でパフォーマンスを行っている。なお、andropの公式サイトで行った募集に応募した数百名のファンが代官山UNITでの撮影に参加している。
MVは2013年7月17日にYouTubeで公開されたほか、本作の初回限定盤に付属するDVDにも収録され、DVDには合わせてMV撮影時のメイキング映像のロングバージョンも収録された。

## パッケージ
- 初回限定盤（CD+DVD+特殊パッケージ仕様）
  - 規格：WPZL-30635/6
  - DVDの収録内容：Voice - music video / Voice - making movie
- 通常盤（CD）
  - 規格：WPCL-11522

本作と同時発売となった映像作品『LIVE DVD "one and zero"@Tokyo International Forum Hall A 2013.03.30』との同時購入者先着特典として「andropライブフォトポスター」がプレゼントされる。

## チャート成績
| チャート                             | 最高 順位 | 出典  |
| ------------------------------------ | --------- | ----- |
| 日本・オリコン週間CDシングルチャート | 22        | [ 1 ] |
| Billboard Japan Hot 100              | 11        |       |
| Billboard BIGGEST HITS OF 2013       | 88        |       |